# اس‌اس ایسلندر
اس‌اس ایسلندر (به انگلیسی: SS Islander) یک کشتی بود که طول آن ۲۴۰ فوت (۷۳ متر) بود. این کشتی در سال ۱۸۸۸ ساخته شد.